# فرودگاه شهری ساحل فرناندینا
فرودگاه شهری ساحل فرناندینا (به انگلیسی: Fernandina Beach Municipal Airport) یک فرودگاه همگانی بهره‌برداری هوایی است که یک باند فرود آسفالت دارد و طول باند آن ۱۶۱۶ متر است. این فرودگاه در کشور ایالات متحده آمریکا قرار دارد و در ارتفاع ۵ متری از سطح دریا واقع شده است.